# Manava
Manava   (Drevna Indija, p. 750 aC - p. 690 aC) va ser un matemàtic indi, del segle VII aC. No es coneix res de la seva vida. Els historiadors tampoc estan d'acord en la datació de la seva obra que alguns daten el 750 aC i altres un segle o més posterior. És probable que fos un clergue de la religió veda.
És conegut per haver escrit un Sulba Sutra. Els Sulba Sutres eren llibres sobre la construcció d'altars i sobre les formes dels llocs i focs rituals per als sacrificis. Escrits en forma d'aforismes, abordaven temes com la conversió d'espais circulars en quadrats amb la mateixa superfície o la construcció de quadrats sobre la diagonal d'un altre quadrat, etc.
El Sulba Sutra de Manava no és d'especial rellevància, ja que ni és el més antic (el més antic és el de Baudhayana), ni és el més original.
L'aportació més resenyable de Manava, és la millora de l'estimació del valor del nombre π, que Baudhayana havia aproximat sense gaire precisió. La interpretació de les sutres 11.14 i 11.15 de Manava donen un valor per a π de {\displaystyle 25/8=3,125}.
També proporciona (sutra 10.9) una fórmula per a computar un volum multiplicant amplada, llargada i alçada.</ref>